# Focke-Wulf Fw 200 Condor
Fw 200 Condor fra Focke-Wulf var det største tyske bombefly under 2. verdenskrig.
Fw 200 Condor blev blandt andet brugt som maritimt patruljefly som patruljerede over Atlanterhavet, med den opgave at observere og videregive informationer om allierede konvojer til de tyske overfladeskibe og ubåde.
Flyet var i stand til at medføre bombelast, og var derfor i stand til at bidrage med angreb på konvojerne eller enkelte skibe.

## Passagerfly
Det Danske Luftfartselskab (DDL) havde to Fw 200A-0 kaldet OY-DAM "Dania" og OY-DEM "Jutlandia".
Den 9. april 1940 strandede "Dania" i London og blev konfiskeret af briterne.
Adolf Hitler havde en Fw 200 V1 som Führermaschine.